# Campeonato Asiático de Atletismo de 2015 - 400 m com barreiras masculino
A prova dos 400 metros com barreiras masculino do Campeonato Asiático de Atletismo de 2015 foi disputada entre os dias 4 e 6 de junho de 2015 no Wuhan Stadium em Wuhan, na China. 

## Recordes
Antes desta competição, os recordes mundiais e do campeonato nesta prova eram os seguintes:
|                       | Nome                    | Nacionalidade  | Tempo  | Local     | Data                   |
| --------------------- | ----------------------- | -------------- | ------ | --------- | ---------------------- |
| Recorde mundial       | Kevin Young             | Estados Unidos | 46s 78 | Barcelona | 6 de agosto de 1992    |
| Recorde do campeonato | Mubarak Al-Nubi         | Catar          | 48s 67 | Colombo   | 2002                   |
| Recorde asiático      | Hadi Soua'an Al-Somaily | Arábia Saudita | 47s 53 | Sydney    | 27 de setembro de 2000 |

## Medalhistas
| Ouro               | Prata            | Bronze                |
| Yuta Konishi (JPN) | Chen Chieh (TPE) | Kazuaki Yoshida (JPN) |

## Cronograma
Todos os horários são locais (UTC+8)
| Data       | Hora  | Evento  |
| ---------- | ----- | ------- |
| 4 de junho | 10:30 | Bateria |
| 6 de junho | 16:45 | Final   |

## Resultados

### Bateria
Qualificação: 3 atletas de cada bateria  (Q) mais os 2 melhores qualificados (q). 
| Posição | Bateria | Atleta              | Nacionalidade  | Tempo | Notas |
| ------- | ------- | ------------------- | -------------- | ----- | ----- |
| 1       | 1       | Chen Chieh          | Taipé Chinesa  | 49.89 | Q     |
| 2       | 1       | Kazuaki Yoshida     | Japão          | 50.21 | Q     |
| 3       | 2       | Cheng Wen           | China          | 50.47 | Q     |
| 4       | 1       | Jasem Waleed Al-Mas | Kuwait         | 50.81 | Q     |
| 5       | 2       | Yuta Konishi        | Japão          | 51.03 | Q     |
| 6       | 2       | Dmitriy Koblov      | Cazaquistão    | 51.10 | Q     |
| 7       | 2       | Chan Ka Chun        | Hong Kong      | 51.13 | q     |
| 8       | 1       | Chen Ke             | China          | 51.41 | q     |
| 9       | 2       | Haidar Al-Jumah     | Arábia Saudita | 51.82 |       |
| 10      | 2       | Durgesh Kumar Pal   | Índia          | 51.96 |       |
| 11      | 1       | Artem Dyatlov       | Uzbequistão    | 52.10 |       |
| 12      | 2       | Yang Xucong         | China          | 52.14 |       |
| 13      | 2       | Yu Chia-Hsuan       | Taipé Chinesa  | 52.20 |       |
| 14      | 1       | Abdullah Mulayhi    | Arábia Saudita | 52.45 |       |
| 15      | 1       | Fung Kin Lok        | Hong Kong      | 53.12 |       |
| 16      | 1       | Aleksei Namuratov   | Quirguistão    | 53.14 |       |

### Final
A final da prova ocorreu dia 6 de junho às 16:45.
| Posição           | Raia | Atleta              | Nacionalidade | Resultados | Notas  |
| ----------------- | ---- | ------------------- | ------------- | ---------- | ------ |
| Medalha de ouro   | 5    | Yuta Konishi        | Japão         | 49.58      |        |
| Medalha de prata  | 4    | Chen Chieh          | Taipé Chinesa | 49.68      |        |
| Medalha de bronze | 3    | Kazuaki Yoshida     | Japão         | 49.95      |        |
| 4                 | 6    | Cheng Wen           | China         | 50.04      |        |
| 5                 | 7    | Dmitriy Koblov      | Cazaquistão   | 50.89      |        |
| 6                 | 2    | Chan Ka Chun        | Hong Kong     | 51.68      |        |
| 7                 | 1    | Chen Ke             | China         | 51.74      |        |
| 8                 | 8    | Jasem Waleed Al-Mas | Kuwait        | DSQ        | R162.7 |

Legenda
| Recorde mundial       | Recorde mundial (World record)               |                       | Recorde africano                      | Recorde africano (African) |                                           | Q | Classificado por posição (Qualified) |
| Recorde do campeonato | Recorde do campeonato (Championship record)  | Recorde da América    | Recorde da América (Americas)         | q                          | Classificado por melhor tempo (Qualified) |   |                                      |
| Melhor marca do ano   | Melhor marca do ano (World leading)          | Recorde asiático      | Recorde asiático (Asian)              | DNS                        | Não largou (Did not start)                |   |                                      |
| Recorde nacional      | Recorde nacional (National record)           | Recorde europeu       | Recorde europeu (European)            | DNF                        | Não terminou (Did not finish)             |   |                                      |
| Recorde pessoal       | Recorde pessoal do atleta (Personal best)    | Recorde da Oceania    | Recorde da Oceania (Oceania)          | DSQ / DQ                   | Desclassificado (Disqualified)            |   |                                      |
| Recorde da temporada  | Recorde da temporada do atleta (Season best) | Recorde sul-americano | Recorde sul-americano (South America) | NM                         | Sem marca (No mark)                       |   |                                      |